# 燕交
《燕交》是一部文艺、剧情电影，讲述了在中国大陆疫情背景下，一段错综复杂的人际关系，内容涉及现代社会中的两性关系和女性自我觉醒的主题。

## 剧情梗概
影片通过杨帆、袁泳和小方三位角色之间的荒诞故事，呈现了在男权社会下的社会与心理冲突。最终，三人在无法逃脱的纠缠中，形成了一种共生关系，仿佛进入了一个无尽的循环。

## 评价
该片入围第52届鹿特丹国际电影节“光明未来”单元。